# タニス・ベルビン
タニス・ジェシカ・ルイズ・ベルビン・ホワイト（英語: Tanith Jessica Louise Belbin White, 1984年7月11日 - ）は、カナダオンタリオ州キングストン出身、アメリカの女性元フィギュアスケート(アイスダンス)選手。2006年トリノオリンピックアイスダンス銀メダリスト。パートナーはベンジャミン・アゴスト。夫はフィギュアスケート選手のチャーリー・ホワイト。

## 人物
父親はエンジニア、母親は衣装デザイナー。オフシーズンには雑誌等のモデルとしても活動している。
ソチオリンピックアイスダンス金メダリストのチャーリー・ホワイトと2009年から交際を始める。2014年6月にプロポーズを受け、2015年4月25日に結婚した。2017年12月に第1子となる男児を出産した。

## 経歴
カナダでスケートを始めた当初は、ペアかアイスダンスのどちらにするかを完全に決めていなかったが、1999年にアメリカのデトロイトへ拠点を移した際、現在のパートナーであるベンジャミン・アゴストと組み、アイスダンスの選手として本格的にスタート。その後、2000年世界ジュニアフィギュアスケート選手権にて、16歳にして銅メダルを獲得、2002年の同選手権では金メダル、同年の全米フィギュアスケート選手権では銀メダルを獲得し、トップスケーターとしての頭角を表してきた。しかし、全米フィギュアスケート選手権2位という成績を収めていながら、ベルビンがまだアメリカ国籍を取得出来ていなかった為、同年のソルトレークシティオリンピックの出場権を獲得しつつも、出場は叶わなかった。
その後も、主要な大会において好成績を収め、多くの選手が20代後半にアイスダンスのトップクラスになるのに対し、20代前半という非常に若い年齢で、トップクラスの選手となった。
また本来であれば、市民権獲得予定の2007年まではオリンピックへの出場は出来ないはずであったが、それまでの好成績と、関係スタッフやファンの嘆願によりアメリカ議会が動き、2005年12月28日に議会の特別法により、申請より5年を待たずに市民権を取得し、2006年トリノオリンピックに出場。アメリカの国民の期待に応え、見事銀メダルを獲得した。
2006-2007シーズン、中国杯で優勝、ロシア杯で2位となった。全米選手権で5連覇を果たし、四大陸選手権では2位、2007年世界選手権では2年連続の銅メダルを獲得した。
2007-2008シーズン、スケートアメリカと中国杯で優勝、グランプリファイナルでは2位となった。全米選手権では6連覇を果たした。、2008年世界選手権ではコンパルソリーダンスで転倒があり5位、オリジナルダンスでは4位、フリーダンスでは3位と巻き返しを図ったが総合4位に終わり、4年ぶりに世界選手権の表彰台を逃した。シーズンオフにはイゴール・シュピルバンドとの師弟関係を解消し、新たにナタリア・リニチュクとゲンナジー・カルポノソフをコーチに迎えた。
2008-2009シーズン、スケートアメリカと中国杯で2位、グランプリファイナルではオリジナルダンスの後にアゴストのケガにより棄権した。その後の全米選手権もグランプリファイナルでのアゴストのケガにより棄権をしたが、2009年世界選手権ではコンパルソリーダンス2位、オリジナルダンス1位、フリーダンス2位で総合2位となり、世界選手権で2つ目の銀メダルを獲得した。
2009-2010シーズン、中国杯とスケートアメリカの両方で優勝して、グランプリファイナルの出場権を獲得したが、自身の親知らずの治療のために出場を辞退。2年ぶりの出場となった全米選手権では前年優勝者のメリル・デイヴィスとチャーリー・ホワイトの3つのダンスのいずれのスコアも上回ることはできず、7度目の優勝を逃した。2度目のオリンピックとなったバンクーバーオリンピックでは4位に終わった。五輪後に現役引退を表明し、スターズ・オン・アイスに出演するなどプロスケーターとしての活動を始めた。振付師としてはハンナ・ミラーらのプログラムを担当した。フィギュアスケートだけではなく、NBCのスポーツリポーターとの仕事もおこなっている。

## 主な戦績
| 大会/年              | 99-00 | 00-01 | 01-02 | 02-03 | 03-04 | 04-05 | 05-06 | 06-07 | 07-08 | 08-09 | 09-10 |
| -------------------- | ----- | ----- | ----- | ----- | ----- | ----- | ----- | ----- | ----- | ----- | ----- |
| 冬季オリンピック     |       |       |       |       |       |       | 2     |       |       |       | 4     |
| 世界選手権           |       | 17    | 13    | 7     | 5     | 2     | 3     | 3     | 4     | 2     |       |
| 四大陸選手権         |       |       | 2     | 2     | 1     | 1     | 1     | 2     |       |       |       |
| 世界国別対抗戦       |       |       |       |       |       |       |       |       |       | T1/P1 |       |
| 全米選手権           | 1 J   | 2     | 2     | 2     | 1     | 1     | 1     | 1     | 1     |       | 2     |
| GPファイナル         |       |       |       |       | 3     | 2     |       |       | 2     | 棄権  |       |
| GPスケートアメリカ   |       |       | 5     | 3     | 1     | 1     | 1     |       | 1     | 2     | 1     |
| GP中国杯             |       |       |       |       |       | 1     |       | 2     | 1     | 2     | 1     |
| GPロシア杯           |       |       |       |       | 2     |       |       | 1     |       |       |       |
| GPエリック杯         |       |       | 6     | 3     | 4     |       |       |       |       |       |       |
| ネーベルホルン杯     |       |       |       |       |       |       | 1     |       |       |       |       |
| 世界Jr.選手権        | 3     | 2     | 1     |       |       |       |       |       |       |       |       |
| JGPファイナル        | 4     | 1     |       |       |       |       |       |       |       |       |       |
| JGPメキシコ杯        |       | 1     |       |       |       |       |       |       |       |       |       |
| JGP B.シュベルター杯 |       | 1     |       |       |       |       |       |       |       |       |       |
| JGPモントリオール    | 1     |       |       |       |       |       |       |       |       |       |       |
| JGPSBC杯             | 2     |       |       |       |       |       |       |       |       |       |       |

- J = ジュニアクラス

### 詳細
| 2009-2010 シーズン     |                                                            |         |         |          |          |
| 開催日                 | 大会名                                                     | CD      | OD      | FD       | 結果     |
| 2010年2月12日-28日     | バンクーバーオリンピック（バンクーバー）                   | 4 40.83 | 4 62.50 | 4 99.74  | 4 203.07 |
| 2010年1月14日-24日     | 全米フィギュアスケート選手権（スポケーン）                 | 2 45.02 | 2 66.89 | 2 106.60 | 2 218.51 |
| 2009年11月12日-15日    | ISUグランプリシリーズ スケートアメリカ（レークプラシッド） | 1 39.28 | 1 60.95 | 1 95.62  | 1 195.85 |
| 2009年10月29日-11月1日 | ISUグランプリシリーズ 中国杯（北京）                       | 1 38.33 | 1 60.33 | 1 95.85  | 1 194.51 |

| 2008-2009 シーズン  |                                                      |         |         |          |          |
| 開催日              | 大会名                                               | CD      | OD      | FD       | 結果     |
| 2009年4月16日-19日  | 2009年世界フィギュアスケート国別対抗戦（東京）       | -       | 1 64.27 | 1 98.71  | 1 162.98 |
| 2009年3月23日-29日  | 2009年世界フィギュアスケート選手権（ロサンゼルス）   | 2 39.65 | 1 65.16 | 2 100.27 | 2 205.08 |
| 2008年12月10日-14日 | 2008/2009 ISUグランプリファイナル（高陽）            | -       | 4 57.33 | -        | 棄権     |
| 2008年11月6日-9日   | ISUグランプリシリーズ 中国杯（北京）                 | 2 37.15 | 1 58.08 | 2 91.18  | 2 186.41 |
| 2008年10月23日-26日 | ISUグランプリシリーズ スケートアメリカ（エバレット） | 2 37.63 | 3 57.47 | 1 91.43  | 2 186.53 |

| 2007-2008 シーズン  |                                                      |         |         |          |          |
| 開催日              | 大会名                                               | CD      | OD      | FD       | 結果     |
| 2008年3月17日-23日  | 2008年世界フィギュアスケート選手権（ヨーテボリ）     | 5 35.02 | 4 64.69 | 3 103.29 | 4 203.00 |
| 2008年1月20日-27日  | 全米フィギュアスケート選手権（クリーブランド）       | 1 41.86 | 1 64.29 | 1 109.92 | 1 216.07 |
| 2007年12月13日-16日 | 2007/2008 ISUグランプリファイナル（トリノ）          | -       | 1 63.64 | 2 100.50 | 2 164.14 |
| 2007年11月8日-11日  | ISUグランプリシリーズ 中国杯（ハルビン）             | 2 35.89 | 2 60.81 | 1 98.41  | 1 195.11 |
| 2007年10月25日-28日 | ISUグランプリシリーズ スケートアメリカ（レディング） | 1 36.03 | 1 59.24 | 1 97.68  | 1 192.95 |

| 2006-2007 シーズン  |                                                              |         |         |          |          |
| 開催日              | 大会名                                                       | CD      | OD      | FD       | 結果     |
| 2007年3月19日-25日  | 2007年世界フィギュアスケート選手権（東京）                   | 5 37.17 | 2 61.85 | 4 96.41  | 3 195.43 |
| 2007年2月5日-11日   | 2007年四大陸フィギュアスケート選手権（コロラドスプリングス） | 2 37.72 | 1 60.45 | 2 98.81  | 2 196.98 |
| 2007年1月21日-28日  | 全米フィギュアスケート選手権（スポケーン）                   | 1 39.43 | 1 61.41 | 1 102.04 | 1 202.88 |
| 2006年11月23日-26日 | ISUグランプリシリーズ ロシア杯（モスクワ）                   | 2 36.56 | 1 58.02 | 2 91.75  | 1 186.33 |
| 2006年11月9日-12日  | ISUグランプリシリーズ 中国杯（南京）                         | 2 36.75 | 1 58.90 | 2 91.50  | 2 187.15 |

| 2005-2006 シーズン    |                                                                  |         |         |          |          |
| 開催日                | 大会名                                                           | CD      | OD      | FD       | 結果     |
| 2006年3月20日-26日    | 2006年世界フィギュアスケート選手権（カルガリー）                 | 3 37.59 | 4 59.65 | 4 99.50  | 3 196.74 |
| 2006年2月10日-26日    | トリノオリンピック（トリノ）                                     | 6 37.36 | 2 60.53 | 4 98.17  | 2 196.06 |
| 2006年1月23日-28日    | 2006年四大陸フィギュアスケート選手権（コロラドスプリングス）     | 1 38.23 | 1 59.28 | 1 102.22 | 1 199.73 |
| 2006年1月7日-15日     | 全米フィギュアスケート選手権（セントルイス）                     | 1 41.48 | 1 66.32 | 1 107.49 | 1 215.29 |
| 2005年10月20日-23日   | ISUグランプリシリーズ スケートアメリカ（アトランティックシティ） | 1 36.73 | 1 58.37 | 1 95.35  | 1 190.45 |
| 2005年9月29日-10月2日 | 2005年ネーベルホルン杯（オーベルストドルフ）                     | 1 36.57 | 1 59.04 | 2 90.32  | 1 185.93 |

| 2004-2005 シーズン  |                                                        |         |         |          |          |
| 開催日              | 大会名                                                 | CD      | OD      | FD       | 結果     |
| 2005年3月14日-20日  | 2005年世界フィギュアスケート選手権（モスクワ）         | 2 42.18 | 2 67.54 | 2 111.54 | 2 221.26 |
| 2005年2月14日-20日  | 2005年四大陸フィギュアスケート選手権（江陵）           | 1 44.00 | 1 65.20 | 1 110.09 | 1 219.29 |
| 2004年12月16日-19日 | 2004/2005 ISUグランプリファイナル（北京）              | -       | 2 62.37 | 2 108.16 | 2 170.53 |
| 2004年11月10日-14日 | ISUグランプリシリーズ 中国杯（北京）                   | 1 40.07 | 1 64.93 | 1 105.28 | 1 210.28 |
| 2004年10月21日-24日 | ISUグランプリシリーズ スケートアメリカ（ピッツバーグ） | 1 43.71 | 1 63.40 | 1 105.76 | 1 212.87 |

| 2003-2004 シーズン  |                                                           |         |         |          |          |
| 開催日              | 大会名                                                    | CD      | OD      | FD       | 結果     |
| 2004年3月22日-28日  | 2004年世界フィギュアスケート選手権（ドルトムント）        | 4       | 5       | 5        | 5        |
| 2004年2月19日-25日  | 2004年四大陸フィギュアスケート選手権（ハミルトン）        | 2       | 1       | 1        | 1        |
| 2003年12月11日-14日 | 2003/2004 ISUグランプリファイナル（コロラドスプリングス） | -       | 2 59.81 | 4 101.44 | 3 161.25 |
| 2003年11月20日-23日 | ISUグランプリシリーズ ロシア杯（モスクワ）                | 3 38.98 | 2 62.80 | 2 107.39 | 2 209.17 |
| 2003年11月14日-16日 | ISUグランプリシリーズ ラリック杯（パリ）                  | 4 34.61 | 3 59.05 | 4 101.53 | 4 195.19 |
| 2003年10月23日-26日 | ISUグランプリシリーズ スケートアメリカ（レディング）      | 2 40.02 | 2 61.27 | 1 110.79 | 1 212.08 |

| 2002-2003 シーズン  |                                                      |    |    |    |      |
| 開催日              | 大会名                                               | CD | OD | FD | 結果 |
| 2003年3月24日-30日  | 2003年世界フィギュアスケート選手権（ワシントンD.C.） | 4  | 7  | 7  | 7    |
| 2003年2月10日-16日  | 2003年四大陸フィギュアスケート選手権（北京）         | 4  | 2  | 2  | 2    |
| 2002年11月14日-17日 | ISUグランプリシリーズ ラリック杯（パリ）             | 3  | 2  | 3  | 3    |
| 2002年10月23日-27日 | ISUグランプリシリーズ スケートアメリカ（スポケーン） | 3  | 3  | 3  | 3    |

## プログラム使用曲
| シーズン  | OD | FD | EX                                                                                         |
| --------- | --- | --- | ------------------------------------------------------------------------------------------ |
| 2009-2010 | モルダヴィアの民族舞踊 | カッチーニのアヴェ・マリア ボーカル：スミ・ジョー スターバト・マーテル 作曲：ジョアキーノ・ロッシーニ | ブリーディング・ラヴ 曲：レオナ・ルイス                                                    |
| 2008-2009 | タップダンス：ステッピングアウト 作曲：ジョン・カンダー、フレッド・エブ                                                                        | 歌劇『トスカ』より 作曲：ジャコモ・プッチーニ                                                         | Falling Slowlyブリーディング・ラヴ 曲：レオナ・ルイス                                      |
| 2007-2008 | Appalachian Hoedown | フレデリック・ショパンセレクション 編曲：Joseph Le Duca                                               | Let's Get Loud 曲：ジェニファー・ロペスSexyBack My Love 曲：ジャスティン・ティンバーレイク |
| 2006-2007 | 五重奏のためのコンチェルト 忘却 作曲：アストル・ピアソラ                                                                                       | 序曲 ザッツ・エンターテインメントよりアメリ 作曲：ヤン・ティルセン                                    | Let's Get Loud 曲：ジェニファー・ロペス                                                    |
| 2005-2006 | Salsa Con Coco by Pochy y Su Cocoband Let's Get Loud 曲：ジェニファー・ロペス                                                                  | Bulenas Jaleo by ルイスウィンズバーグ Duende by Esteban                                               | Green AcresAmerican WomanLa RosaLet's Get Loud                                             |
| 2004-2005 | チャールストン：キャバレー スローフォックストロット：New York, New York クイックステップ：キャバレー                                           | Shadritsa 作曲：エドウィン・マートン                                                                  | Green Acres 作曲：Vic Mizzy                                                                |
| 2003-2004 | ジルバ：5 months, 2 weeks, 2 days by ルイ・プリマ ブルース：Give me Some Money Too by Leni Hester スウィング：Hey Pachuco by Royal Crown Revue | ウエスト・サイド物語 作曲：レナード・バーンスタイン                                                   | エルヴィス・プレスリーメドレーGreen Acres                                                  |
| 2002-2003 | ワルツ：乾杯の歌 オペラ『椿姫』より 作曲：ジュゼッペ・ヴェルディ ポルカ：Jolly Robbers 作曲：フランツ・フォン・スッペ                          | ハートブレイク・ホテル ハウンド・ドッグ 監獄ロック テディベア 曲：エルヴィス・プレスリー              | エルヴィス・プレスリーメドレー                                                             |